# Lateracanthus quadripedis
Lateracanthus quadripedis – gatunek widłonoga z rodziny Chondracanthidae. Opisali go w 1966 roku polski parazytolog Zbigniew Kabata (pracujący wówczas w Szkocji) i radziecki parazytolog-helmintolog Aleksandr Władimirowicz Gusiew, tworząc dla niego nowy rodzaj – Lateracanthus. Skorupiaki te są pasożytami ryb. Okazy typowe (dwie samice i dwa samce) pozyskano ze ścianek jamy skrzelowej buławika szorstkiego (Coryphaenoides acrolepis) złowionego w czerwcu 1955 roku w Rowie Aleuckim przez załogę statku badawczego Witiaź.